# Chris Griffin (Musiker)

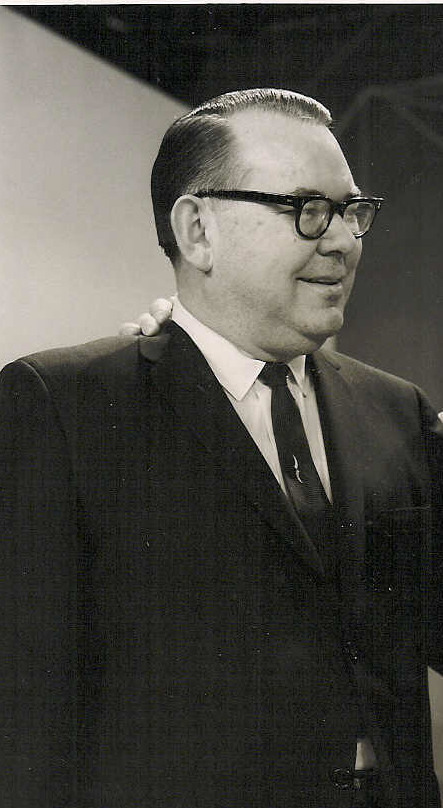
Chris Griffin (1963)

Chris Griffin (eigentlich Gordon Claude Griffin, * 31. Oktober 1915 in Binghamton, New York; † 18. Juni 2005 in Danbury, Connecticut) war ein US-amerikanischer Jazztrompeter der Swingära.

## Leben und Wirken
Griffin lernte mit zwölf Jahren Trompete und zog als Zwanzigjähriger nach New York City, um als Profimusiker zu arbeiten, zunächst bei Charlie Barnet. Er wurde nach einem kurzen Gastspiel bei Ben Pollack 1936 Mitglied des Benny Goodman Orchestra, in dem er zusammen mit Harry James und Ziggy Elman den Trompetensatz bildete, den Duke Ellington the greatest trumpet section that ever was nannte. 1939 verließ Griffin die Goodman-Band. Er heiratete die Bandsängerin Helen O’Brien und arbeitete in den folgenden Jahren bei CBS-Radio in New York. Als Mitglied des Bob Haggart Orchestra begeietete er Ella Fitzgerald bei ihrem Hit „That’s My Desire“; der Song gelangte auf #3 der „Race Records“ Charts 1947.
In den 1950er Jahren war er als Musiker in verschiedenen Fernsehshows, wie der Ed Sullivan Show, The Jackie Gleason Show, The Lucky Strike Hit Parade, The Phillip Morris Show und The Camel Caravan tätig. Daneben arbeitete er als freischaffender Musiker mit Miff Mole und Teddy Wilson. In den 1960er Jahren leitete er mit Pee Wee Erwin eine Trompetenschule. 1971 arbeitete er mit Marty Napoleon. Außerdem wirkte er bei Aufnahmen von Raymond Scott, Charlie Parker („Temptation“ 1952), Ella Fitzgerald, Billie Holiday, Mel Tormé, Frank Sinatra, Charlie Barnet, Mildred Bailey, Eddie Sauter und Tutti Camarata mit und ist im Soundtrack der Filmbiografie The Benny Goodman Story (1956) zu hören.
Zuletzt führte er mit seiner Familie eine Frühstückspension in Jeffersonville (New York).

## Diskographische Hinweise
- Benny Goodman: The Famous Carnegie Hall Concert 1938
- Benny Goodman: Fletcher Henderson Arrangements (Columbia, 1939–53)
- Raymond Scott: The Complete Raymond Scott Volume 2 (1939)
- Ella Fitzgerald: Ella Sings Gershwin (1950)